# Infinus-Skandal
Die Insolvenz der Infinus AG gehört zu den größten Finanzskandalen Deutschlands. Etwa 22.000 Anleger wurden um rund 312 Millionen Euro betrogen.
Zusammen mit der Future Business KG (FuBus) hatte der 2000 gegründete Finanzdienstleister Infinus AG Genussrechte und Orderschuldverschreibungen im Umfang von über 1 Mrd. Euro über Finanzberater des grauen Kapitalmarkts vertrieben. Nach Ermittlungen der Staatsanwaltschaft Dresden im November 2013 stellten sich diese jedoch als überwiegend wertlos heraus. Zum Vertrieb wurde ein Schneeballsystem eingesetzt, wofür ein komplexes Firmengeflecht zur gezielten Verschleierung der Unternehmenstransaktionen aufgebaut und betrieben wurde. Es wurde gezielt versucht, über die gemeinsame Darstellung mit Personen des öffentlichen Lebens Vertrauen bei den Anlegern in die Firmen Infinus AG und Future Business KG aufzubauen.
Das Vermögen der Gesellschafter wurde aufgrund der laufenden Ermittlungen im November 2013 beschlagnahmt.
Der überwiegende Teil der über 40.000 Geschädigten waren Kleinanleger, die Gesamtsumme der Verluste beläuft sich auf rund 800 Mio. Euro. Am 3. Februar 2014 beantragte der Hauptbeschuldigte Jörg Biehl Privatinsolvenz. Im Mai 2014 stellte die Infinus AG Insolvenzantrag beim Amtsgericht Dresden. Im September 2014 folgten weitere Durchsuchungen bei der ERGO und Gothaer Versicherungen im Zuge der Ermittlungen. Im Juli 2015 wurde Anklage gegen die fünf Hauptbeschuldigten, darunter die frühere Geschäftsleitung, wegen gewerbsmäßigen Betrugs erhoben.
Der laufende Strafprozess vor dem Landgericht Dresden gegen die Angeklagten ging im Sommer 2018 ins dritte Jahr und zählt damit zu einem der größten und längsten der deutschen Justizgeschichte. Am 9. Juli 2018 verurteilte die Große Wirtschaftskammer den Gründer des Mutterkonzerns Future Business, Jörg Biehl, und vier frühere Führungskräfte wegen gewerbsmäßigen Bandenbetrugs in besonders schwerem Fall und Kapitalanlagebetrugs zu Haftstrafen zwischen acht Jahren und fünf Jahren und vier Monaten. Ein weiterer Mitarbeiter erhielt wegen Beihilfe eine Haftstrafe von viereinhalb Jahren.
Gegen das Urteil wurde von allen 6 Angeklagten Revision eingelegt. Die Revisionen wurden durch den BGH durch Urteil vom 29. Oktober 2021 überwiegend verworfen. Lediglich die tateinheitlichen Verurteilungen wegen Kapitalanlagebetruges und Beihilfe hierzu, in geringem Umfang die Einziehungsentscheidungen sowie den Strafausspruch einen Angeklagten betreffend wurden aufgehoben und an eine andere Strafkammer des Landgerichts Dresden zurückverwiesen.
Um geschädigten Anlegern neben der Auszahlung der Insolvenzquote die Chance zu eröffnen, durch Inanspruchnahme von Drittschädigern einen weiteren Teil ihres Geldes zurückzuerhalten, wurde Ende 2019 die FuProConsort gegründet. Das Unternehmen bezeichnet sich selbst als „Selbsthilfevereinigung“ ohne kommerzielle Interessen.
Drei Jahre nach der Verurteilung von sechs ehemaligen Managern hat der Bundesgerichtshof den Revisionsantrag der Verteidiger angenommen. Der fünfte Senat teilte den Anwälten mit, man wolle die Revisionshauptverhandlung im Oktober in Leipzig durchführen.
Urteil des Bundesgerichtshof vom Oktober 2021 u. a. Zitat:„…dass die Angeklagten B. , O. , Ka. , P. und Bu. jeweils des banden- und gewerbsmäßigen Betrugs und der Angeklagte K. der Beihilfe zum banden- und gewerbsmäßigen Betrug schuldig sind;“